# 颱風比芝 (1990年)
颱風比芝（英語：Typhoon Page，菲律賓大氣地球物理和天文管理局：Susang）是1990年太平洋台风季中的其中一個热带气旋，風暴於11月21日形成，在12月3日消散，維持了約13日。比芝是該年直接影響日本的第六個風暴，亦超越1967年10月颱風戴娜，創下有紀錄以來，年內最遲登陸日本之紀錄直到現今。臺灣交通部中央氣象局認為它生成日期可追溯到臺灣時間11月6日，故其生命期達26天，是西北太平洋持續時間最長的熱帶氣旋。
比芝源自11月5日在国际日期变更线附近的擾動天氣區域，它在最初逾兩個星期大致向西移動，但沒有明顯發展，直到11月17日才開始組織，四天後增強為熱帶低氣壓及在海面打轉，11月22日再升格為熱帶風暴。比芝後來恢復向西移，又在11月24日增強為颱風。接下來比芝快速發展，至11月26日達到巔峰強度後趨於平穩，之後沿副熱帶高壓脊先向西北，再向北，最後向東北行走。基於轉向的變化，比芝開始遇到較強的風切變，從而進入較長的減弱趨勢。11月30日，比芝登陸和歌山縣西牟婁郡白濱町南部並減弱到颱風強度以下，於同日成為溫帶氣旋。
比芝先後影響近畿、中部、關東及東北地方，在東京都就有16間房屋全毀及61間房屋半毀，在三重縣則有九間房屋全毀及276間房屋半毀。總括當地災情，這場風災中有四人死亡、12人傷，另造成住家損壞162棟、浸水1,544棟，近35公頃的耕地也遭到破壞，總經濟損失達到48億日元。

## 氣象歷史
颱風比芝的起源可以追溯到11月5日6時被聯合颱風警報中心首次偵測的一個擾動天氣區域。這個擾動在国际日期变更线附近形成之後，最初是向西北移動，在三天後便轉為西移。受到強勁的高空偏東風切變影響，它未能明顯發展。當時組織較差的它，隨後在副熱帶高壓脊的影響下短暫轉向西南偏西。到了11月17日，對流組織得到改善，其德沃夏克分析法數值達T1.5或50千米每小时，這促使聯合颱風警報中心對它發出熱帶氣旋形成警報，之後隨著風切變的減弱，它的低層中心在一夜之間變得更加清晰，令聯合颱風警報中心在11月19日將它升格為熱帶低氣壓。
該熱帶低氣壓在接下來的兩天內呈逆時針循環在海面打轉，同時低氣壓中心內的深層對流迅速發展，日本氣象廳於11月21日亦對它升格為熱帶低氣壓，當時它正集結在雅蒲島之東南偏東約580公里。聯合颱風警報中心在11月22日0時將它升格為熱帶風暴，命名為比芝，日本氣象廳在幾個小時後跟隨。比芝恢復向西走線後，因著風切變的減少，於11月23日開始加快增強，日本氣象廳也在同日的18時將它升格為強烈熱帶風暴。其後它進一步發展成一個細小的風眼，聯合颱風警報中心在12小時後將它升格為颱風，日本氣象廳亦在11月24日晚間跟隨。它隨後進入一個快速增強的時期，據聯合颱風警報中心估計，氣壓在三天的時間內降至898百帕，風速增強至175千米每小时。聯合颱風警報中心基於它能發展出一個直徑達75公里的清晰風眼，繼而在11月26日6時決定將它升格超級颱風，是為月內的第二個超級颱風。六小時後，聯合颱風警報中心評定它已到巔峰強度，一分鐘持續風速高達255千米每小时，日本氣象廳大約在這個時間都評定其強度已到巔峰，十分鐘持續風速為185千米每小时，最低氣壓910百帕。
比芝在維持最高強度的同時，因接近副熱帶高壓脊的斷裂點而於11月26日晚轉向西北移動，翌日沿東經125度線再轉向北移，然後再繞著高壓脊的邊緣向東北加速行走。因為轉向的變化，它開始遇到更強的風切變，導致其清晰風眼消失之餘，德沃夏克數值亦下降，聯合颱風警報中心在11月27日18時將它降格為颱風。風暴結構繼續逐漸變差，令日本氣象廳在11月30日將它降格為強烈熱帶風暴，六小時後再降格為溫帶氣旋，當時它已經登陸和歌山縣西牟婁郡白濱町南部並集結在本州中部，即大阪以南130公里處。而風切變繼續對風暴造成損害，聯合颱風警報中心在同日12時將它降格為熱帶風暴，再在該日稍後，基於地型摩擦和溫帶轉性的共同效應，對它發出最後警報。日本氣象廳最終於12月3日停止追踪比芝的溫帶殘餘。

## 影響
颱風比芝為日本列島大部分地方帶來暴雨，其中以靜岡縣天城山為錄得最高總雨量者，為637毫米；而最高每小時雨量的則在岩手縣下閉伊郡山田町錄得，為每小時74毫米；同時，奈良縣日出岳也錄得最高日內雨量415毫米；高知縣室戶市則錄得最高陣風風速112千米每小时。
比芝為沖繩縣帶來達8,780萬日元的損失，有十個往返沖繩的航班和渡輪服務遭取消，縣內的南大東島上學校和公共辦公室需要關閉。來回四國德島縣的27個航班被取消。在九州南部鹿兒島縣，損失達1.49億日元。近畿方面，和歌山縣內大約有600間房屋斷電；大阪府約有562公頃的農作物受破壞，其總值達2.32億日元；兵庫縣神戶市內出現四場山泥傾瀉，當地五條道路因而受損；在三重縣則有九間房屋全毀及276間房屋半毀，導致30人失去家園，強風同時吹倒許多樹木和電線，使9,600戶家庭斷電，縣內損失估計為33.8億日元。另外，來回中國地方島根縣隱岐機場的五個航班被取消。
關東方面，神奈川縣三浦郡葉山町一個停車場被兩千立方米的洪水淹沒，四間房屋同樣被淹，而相模原市則約有1.8萬間房屋短暫停電；在東京都，有16間房屋全毀及61間房屋半毀，另有一艘名為「巴拿馬旗」（Panama Flag）的船隻在近海沉沒，導致一人失蹤；千葉縣內有一人受傷，四間房屋全毀及11間房屋半毀，共有176條鐵路線也被取消；在埼玉縣，一名55歲男子溺斃，另有74間房屋全毀及584間房屋半毀，縣內損失估計為16.6億日元；至於群馬縣的農作物損失估計為1.28億日元。
在中部地方，強風令長野縣內的24間房屋受損和新潟縣2,500間房屋斷電。而在東北地方，福島縣內有一人受傷，縣內的相馬市有17間房屋全毀及126間房屋半毀，當局疏散834人；整個宮城縣有19間房屋全毀及282間房屋半毀，縣內損失總額為26.6億日元；山形縣近海的一名62歲男子溺斃，秋田縣90間房屋遭半毀；至於在本州最北端的青森縣，有兩人在風災中受傷，82間房屋遭半毀。
總括全國災情，這場風災中有四人死亡、12人傷，約有170個本土航班被取消，另造成住家損壞162棟、浸水1,544棟，近35公頃的耕地也遭到破壞，總經濟損失達到48億日元。

## 紀錄
颱風比芝是該年直接影響日本的第六個热带气旋，導致該年成為最多熱帶氣旋吹襲該國的一年，同時它亦超越1967年10月颱風戴娜，創下自1951年有紀錄以來，年內最遲登陸日本之紀錄，直到現今。造成這個紀錄的原因與當年的太平洋高氣壓處於強勢有關，在當年夏天，這個高氣壓已經令日本出現破紀錄的高溫，即使在秋天之後高氣壓也沒有消退，同樣令日本創下有紀錄以來最溫暖的秋天。在比芝來襲的時候，已經在日本東南方海面盤據著的太平洋高氣壓都仍維持強勢，由於西風帶被推至本州以北，所以颱風沒有被西風帶影響，反而會像一般在9月的侵日颱風路線，即朝著紀伊半島方向到達。
此外，根據1944年日本中央氣象台（今氣象廳）製作的《日本颱風資料》，和1940年以來中央氣象台每年製作的「颱風路線圖」等舊數據，明治時代到1951年統計紀錄開始之前，有四個颱風在11月和12月之間登陸日本，包括：1892年11月24日在東海地方登陸的颱風、1894年12月10日先後在九州地方南部及房總半島登陸的颱風（同時為1951年起紀錄以外最遲登陸日本的颱風）、1932年11月15日在房總半島登陸的颱風（俗稱七五三颱風）及1948年11月19日在紀伊半島南端登陸的颱風艾妮絲。不過那時候颱風和溫帶氣旋之間沒有區別，即使風暴變為溫帶氣旋，也仍被視為颱風。在20世紀初日本對颱風的定義也相當模糊，這些颱風登陸的時候亦有可能早已轉變成溫帶氣旋，這情況直到1951年現行颱風定義標準制定下才解決，因此之故，颱風比芝才會被官方記錄承認為年內最遲登陸日本熱帶氣旋。
統計史上，在11月到達日本本州或本州附近的熱帶氣旋，除了比芝以外，尚有以下兩個（它們均未曾登陸日本）：
- 1952年颱風貝芙：從菲律賓北部海域移動並繞過台灣西部後轉向，經沖繩北部橫過日本西部以南海域，其後消散。[37]
- 1965年颱風菲爾：曾以東北移向關東地方以南海域，並以相對較強（即中心氣壓960至970百帕）的強度橫過，當時的大氣環境與比芝吹襲日本的時候非常相似。[37]

而2003年颱風盧碧雖從未登陸任何地方，但在11月29日至12月1日期間到達接近日本以南的太平洋海面，令本州附近的低氣壓和鋒面活動變得更加活躍，最終引發四國地方部分地區豪雨，另八丈島錄得最大瞬間風速達每秒36.8米。
值得一提，臺灣交通部中央氣象局認為它生成日期可追溯到臺灣時間11月6日（下同），即其前身擾動形成之日，到12月1日結束，生命期達26天，是西北太平洋持續時間最長的熱帶氣旋。不過氣象局同時補充這僅是臺灣方面之記錄，根據日本氣象廳定義，颱風是11月22日形成的。
| 排名 | 熱帶氣旋 | 名稱（英文） | 登陸時間（UTC+8）       | 登陸地點                   |
| ---- | -------- | ------------ | ----------------------- | -------------------------- |
| 1    | 比芝     | Page         | 1990年11月30日 13時     | 和歌山縣西牟婁郡白濱町以南 |
| 2    | 黛娜     | Dinah        | 1967年10月28日 2時30分  | 愛知縣南部                 |
| 3    | 蘭恩     | Lan          | 2017年10月23日 2時      | 靜岡縣掛川市附近           |
| 4    | 蠍虎     | Tokage       | 2004年10月20日 12時     | 高知縣土佐清水市附近       |
| 5    | 奧蓓     | Opal         | 1955年10月20日 11時     | 和歌山縣田邊市附近         |
| 6    | 泰培     | Tip          | 1979年10月19日 8時30分  | 和歌山縣西牟婁郡白濱町附近 |
| 7    | 謝柏     | Zeb          | 1998年10月17日 15時30分 | 鹿兒島縣枕崎市附近         |
| 8    | 凱利     | Kelly        | 1987年10月16日 23時     | 高知縣室戶市附近           |
| 9    | 露芙     | Ruth         | 1951年10月14日 18時     | 鹿兒島縣市來串木野市附近   |
| 10   | 黃蜂     | Vongfong     | 2014年10月13日 7時30分  | 鹿兒島縣枕崎市附近         |

## 參閱
- 1990年太平洋颱風季
- 颱風戴娜 (1967年)：有紀錄以來年內最遲登陸日本的熱帶氣旋第2名。
- 颱風蘭恩 (2017年)：有紀錄以來年內最遲登陸日本的熱帶氣旋第3名。

## 註腳
1. ↑  包括日本氣象廳在內的全世界大部分區域專責氣象中心採用十分鐘持續風速衡量熱帶氣旋強度，但美國的聯合颱風警報中心採用一分鐘持續風速，兩個數值的換算比約為1比1.14。[9]
2. ↑  所有損失總額均為日元在1990年的價值。

## 外部連結
- 數碼颱風：颱風199028號（PAGE） （页面存档备份，存于）